# 2145 Blaauw
2145 Blaauw este un asteroid din centura principală, descoperit pe 24 octombrie 1976 de Richard West.